# Citadelle de Montmédy
La place forte de Montmédy est un ouvrage militaire de la commune de Montmédy dans le département de la Meuse, en Lorraine, dans la région administrative Grand Est.
La place forte de Montmédy est construite sur ordre de Charles Quint, vers 1545, au sein du Luxembourg qui fait alors partie des Pays-Bas. Elle est cédée à la France en 1659 dans le cadre du traité des Pyrénées. Elle est remaniée par Vauban au XVIIe siècle puis par Séré de Rivières au XIXe siècle.
La place forte, avec ses remparts et ses glacis sont classés au titre des monuments historiques par arrêté du 31 octobre 1991.

## Histoire

### Moyen Âge
Arnold III, comte de Chiny, fait construire le premier château de Montmédy en 1221 : le château de Mady, auquel le lieu doit son nom. De 1221 à 1364, Montmédy est la capitale du comté de Chiny. 
En 1364, le comté est incorporé au duché de Luxembourg. Entre 1364 et 1383, le duc Wenceslaus Ier de Luxembourg y fit frapper des pièces d'argent (dites sterling) pendant une courte période. 
Entre 1559 et 1579, le gouverneur Antoine d'Allamont transforme la ville en forteresse. Après la guerre de 80 ans, lors de la Paix de Westphalie en 1648, Montmédy est annexé aux Pays-Bas espagnols comme partie du Luxembourg. Cela a duré jusqu'au 9 novembre 1659, date à laquelle la région est passée aux mains des Français lors de la Paix des Pyrénées. 

### Vauban

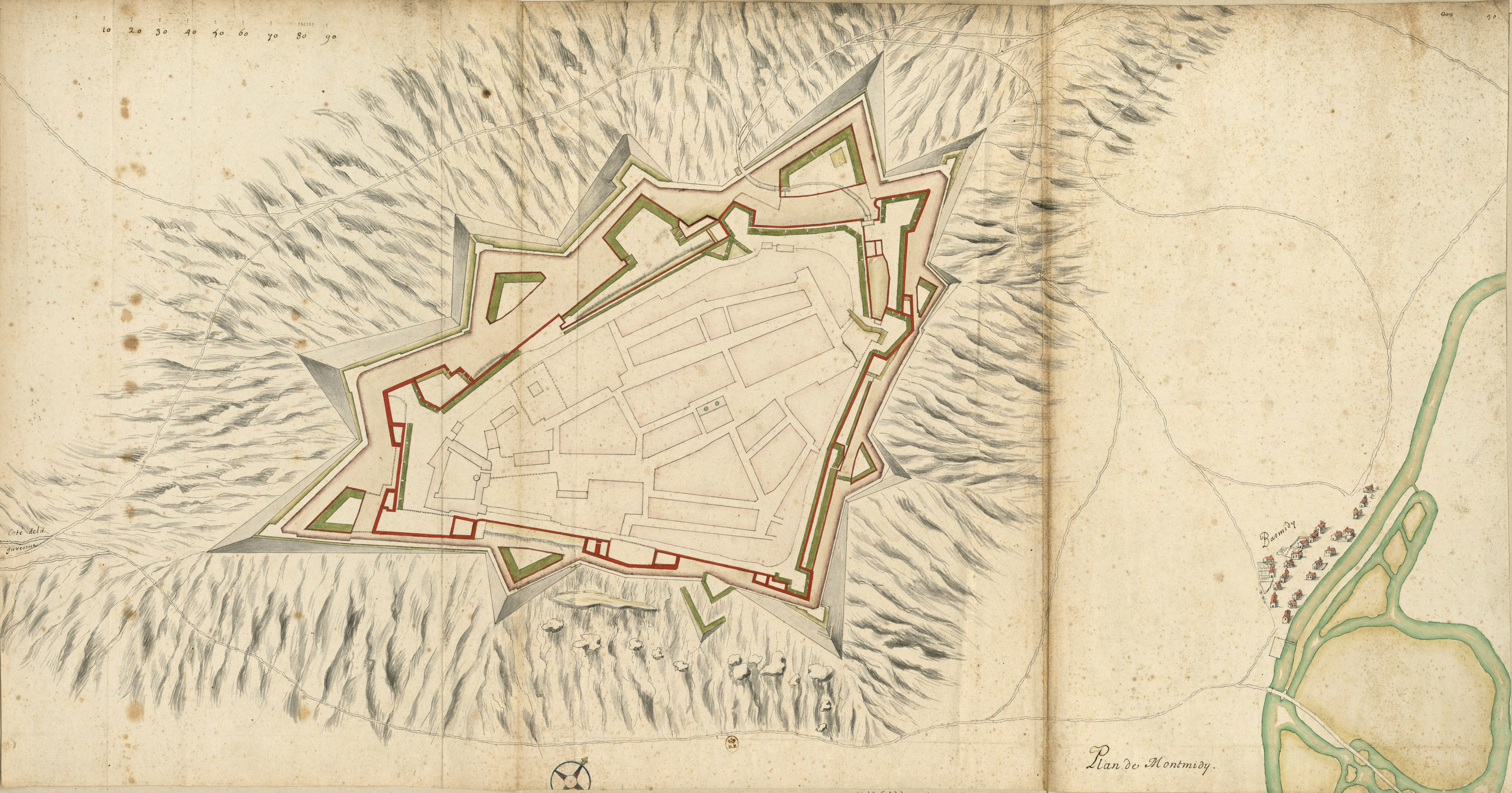
Plan de la citadelle après les agrandissements par Vauban.

La place est prise en 1657 après un siège où sur les huit ingénieurs recrutés Vauban sera le seul survivant.
Après la conquête de la région par le roi de France Louis XIV, le Roi Soleil, une caserne, une église, une école et des logements pour les familles ont été construits dans la forteresse. Cette citadelle appartenait à la ligne de défense construite par Sébastien Le Prestre de Vauban à la frontière nord de la France et il a apporté de nombreuses modifications aux fortifications, comme l'agrandissement des bastions.

### Révolution française
Montmédy est la destination finale choisie par Louis XVI pour sa fuite de Paris en juin 1791, la garnison de la forteresse étant restée fidèle. De là, lui et d'autres royalistes loyaux espéraient mener la résistance contre le régime qui l'avait renversé pendant la Révolution française de 1789. Cependant, avec sa femme Marie-Antoinette et leur suite, il est reconnu et arrêté à Varennes-en-Argonne, à une cinquantaine de kilomètres de Montmédy. Dans la ville voisine de Thonnelle, une plaque sur la maison où il devait vivre commémore cet événement historique. 

### Guerres napoléoniennes
Le premier grand essai de la ligne construite par Vauban a eu lieu après la bataille de Waterloo, à la fin des guerres napoléoniennes. La forteresse est assiégée par les Alliés du 16 juillet au 22 septembre 1815. Après la défaite, la forteresse a été gravement endommagée.

### Guerre franco-prussienne
Pendant la guerre franco-allemande, l'important nœud ferroviaire est assiégé par la quatorzième division prussienne dirigée par le général Georg von Kameke à partir du 7 décembre 1870. Pendant le siège de Montmédy, on estime que 6 000 obus ont été tirés sur les quelque 3 000 défenseurs et la ville a de nouveau été gravement endommagée avant que la garnison ne se rende le 14 décembre. L'hôtel de ville et la sous-préfecture ont été détruits et n'ont jamais été reconstruits à Montmédy-Haut, mais remplacés par de nouveaux bâtiments dans la ville basse. 

### Première Guerre mondiale
En 1914, au début de la Première Guerre mondiale, il y avait une garnison dans la forteresse de Montmédy. Dès le début de la bataille, il fut décidé d'évacuer la forteresse et la garnison de 2 300 hommes essaya d'atteindre Verdun. Seuls 20 hommes et un officier ont finalement atteint cet objectif. 
Montmédy a été pendant la guerre un centre logistique important pour les occupants allemands. En effet, la ville était reliée à Verdun par un chemin de fer à voie étroite depuis le début de 1914, et ce chemin de fer était d'une importance vitale pour le ravitaillement des troupes et du matériel du front à Verdun. L'évacuation des blessés du front est également organisée via Montmédy, où se trouvent plusieurs cambuses. Plus de 2 500 soldats allemands sont également enterrés à Montmédy, certains dans des fosses communes, la plupart dans un cimetière de soldats, un nombre plus restreint également dans les cimetières municipaux. Pendant l'occupation, les Allemands ont confisqué les tuyaux de l'orgue de l'église Saint-Martin de la ville haute afin de les refondre pour les utiliser pendant la guerre. Dépouillé de ses tuyaux d'orgue, l'instrument est tombé en complète décrépitude. Près de 100 ans plus tard et après une dizaine d'années de campagne et de collecte de fonds par une organisation locale à but non lucratif, l'orgue de buffet entièrement restauré pourrait être inauguré le 27 octobre 2013 par un concert d'inauguration d'Olivier Vernet.

### Après la Première Guerre mondiale
Après la Deuxième Guerre mondiale, l'endroit ne joua plus jamais de rôle stratégique et le Montmédy-Haut était pratiquement vide. L'armée et les autorités locales (sous-préfecture) se sont installées dans la ville basse. Les casemates de la citadelle ont été louées comme studios d'artistes, mais aussi à des artisans. Forte de sa volonté de développement économique, la commune accueille également deux commerces : un concept store sur la Place de l'Infirmerie, occupant plusieurs casemates municipales, et un bar latino dans un bâtiment communal à l'entrée de la citadelle. L'église a également été rénovée : un nouvel orgue a été installé à l'automne 2013 et l'église elle-même a été transformée en un espace de conférences, d'expositions et de concerts. La citadelle abrite également un musée consacré non seulement à son histoire mais aussi au peintre naturaliste Jules Bastien-Lepage, né à Damvillers, à une vingtaine de kilomètres au sud de Montmédy. Aujourd'hui, la citadelle constitue la fierté des habitants du territoire.

### Bande dessinée
La place forte de Montmédy est le décor de la bande dessinée en deux parties Les enfants de la Citadelle de la série Tendre Violette dessiné et écrit par Jean-Claude Servais et publié en 2006 et 2007.  

### Lieu de tournage
En juin 2020, une équipe de l'émission Secrets d'Histoire s'est rendue à la place forte afin d’effectuer plusieurs prises de vues dans le cadre d'un numéro consacré au marquis de Vauban.

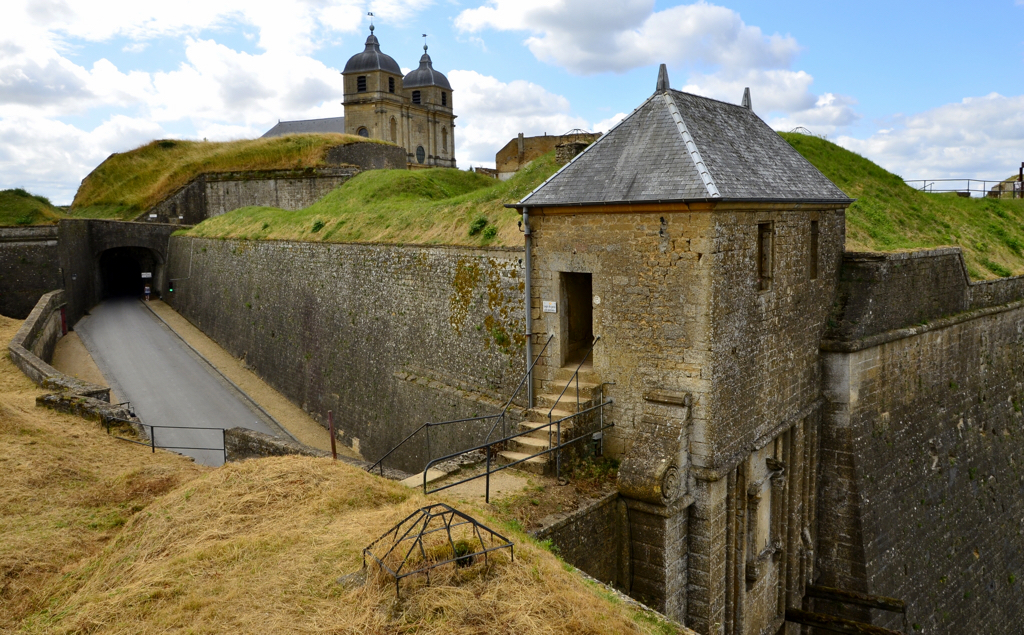
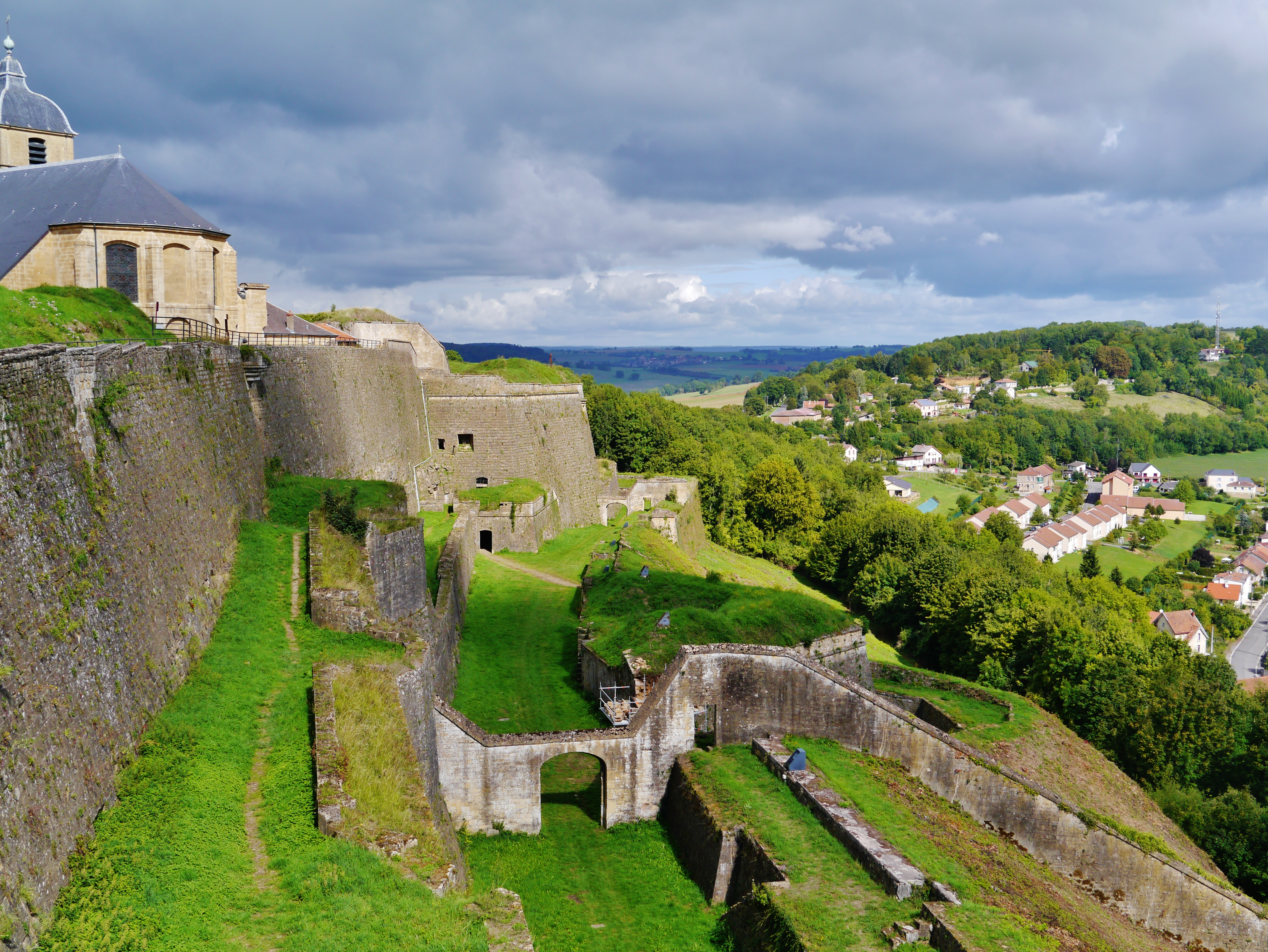
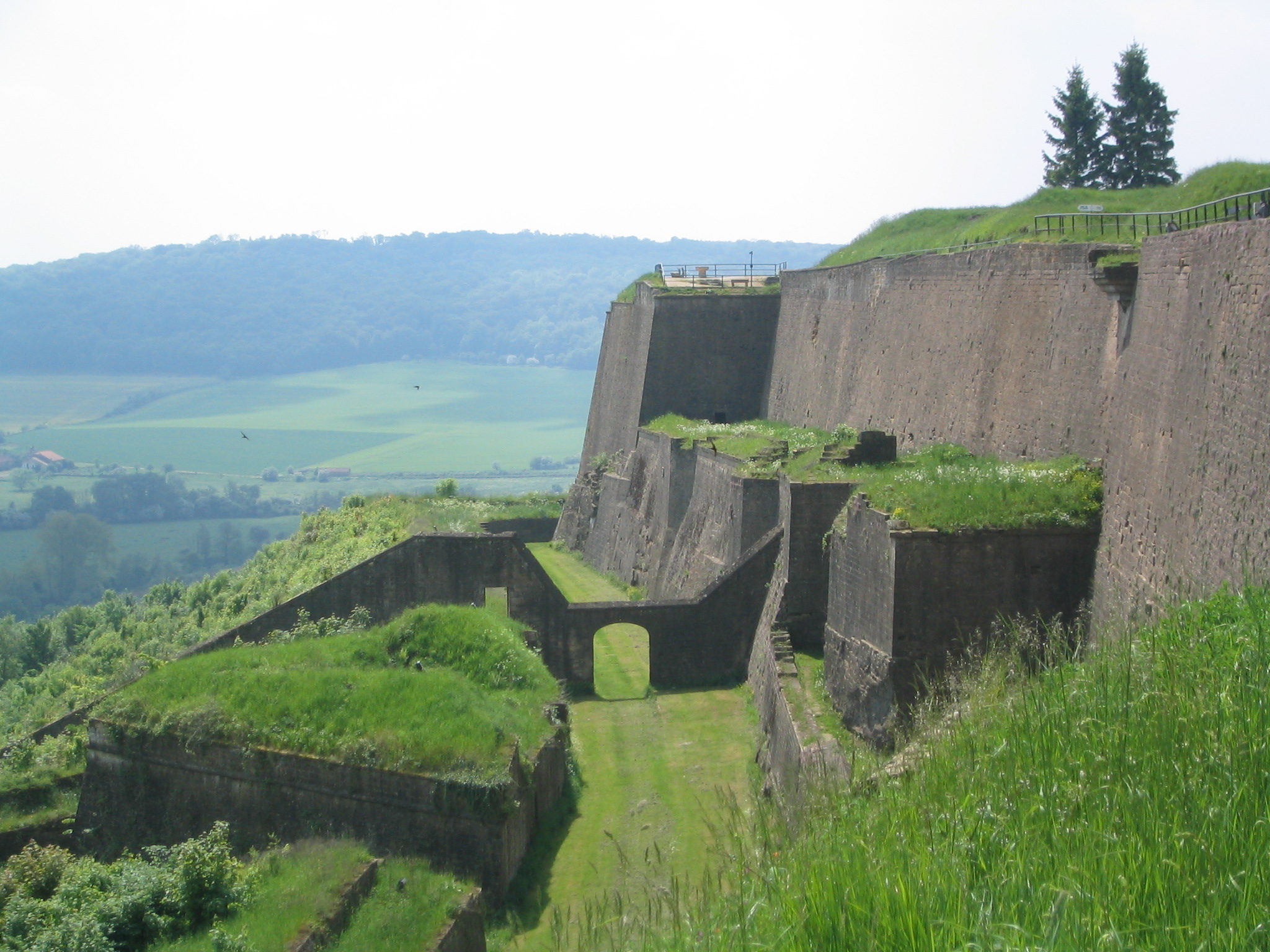
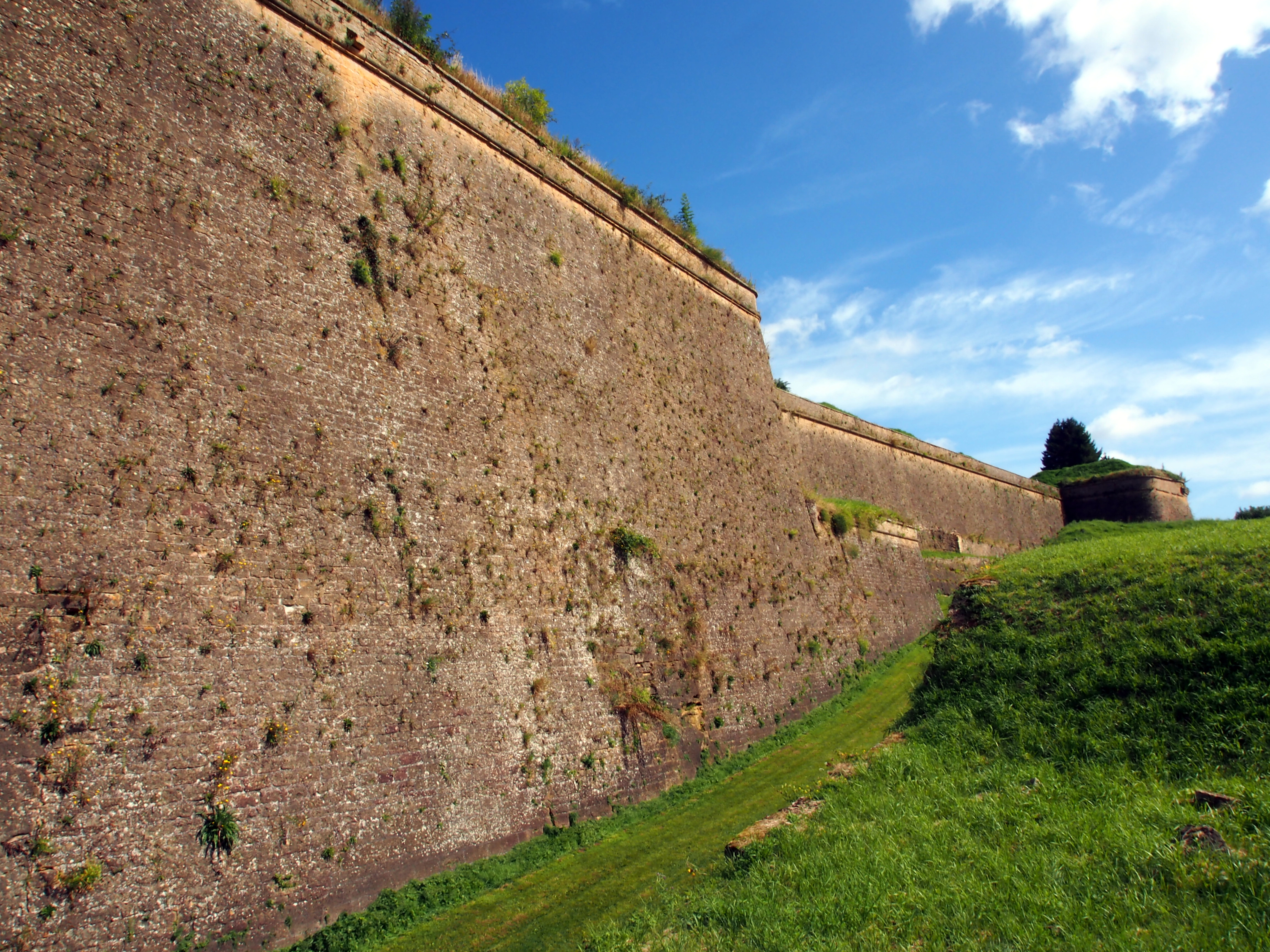
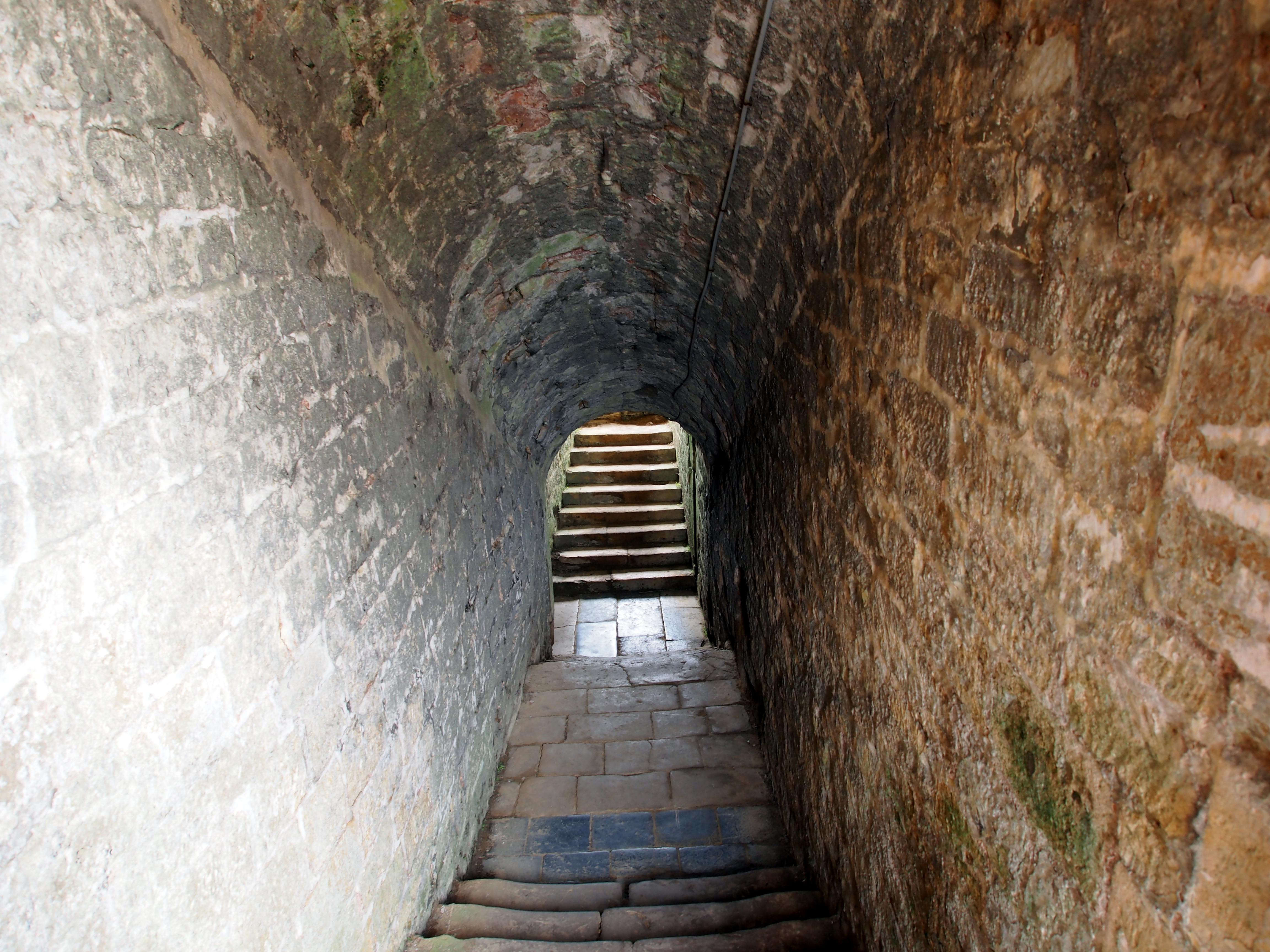
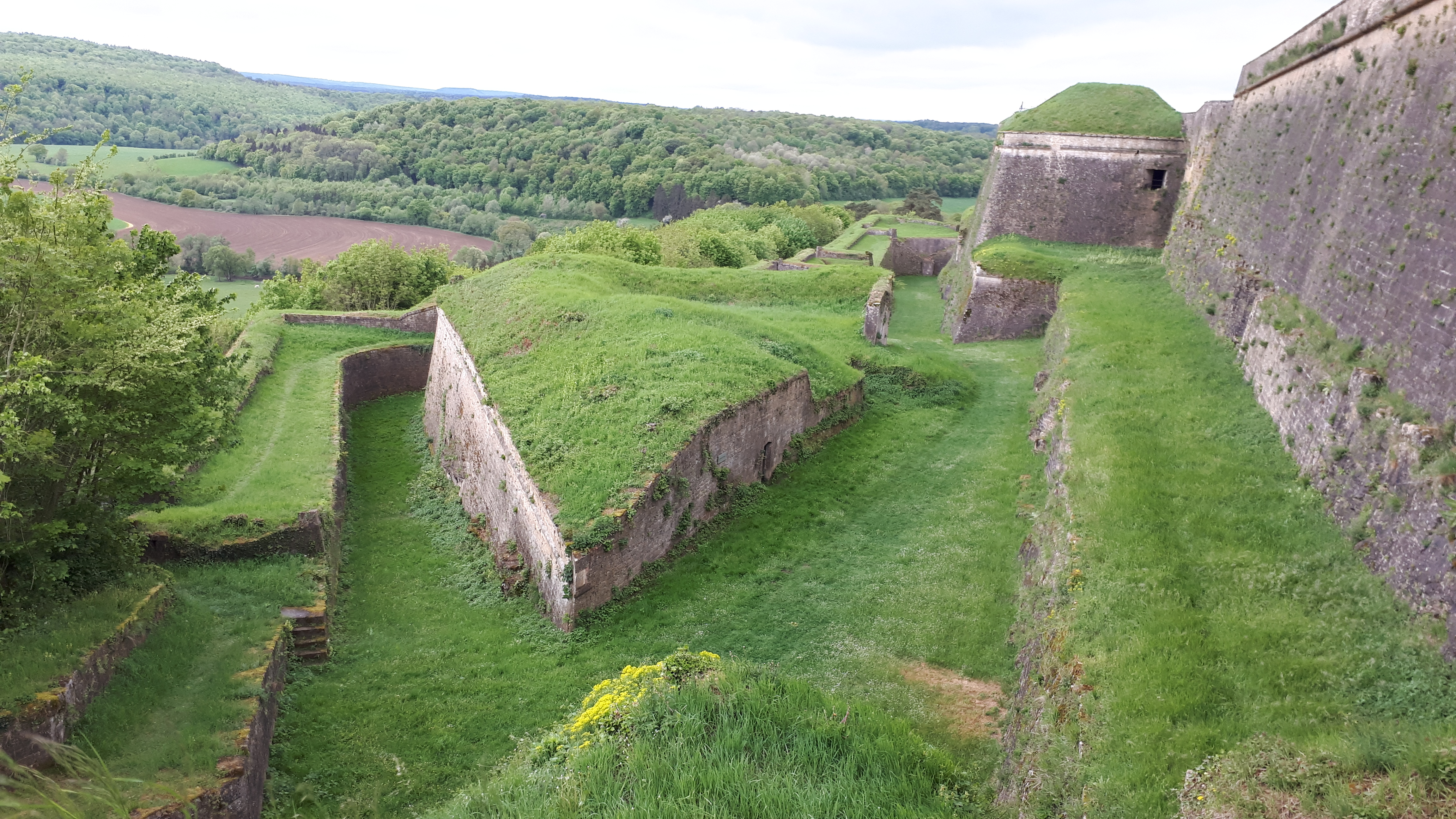
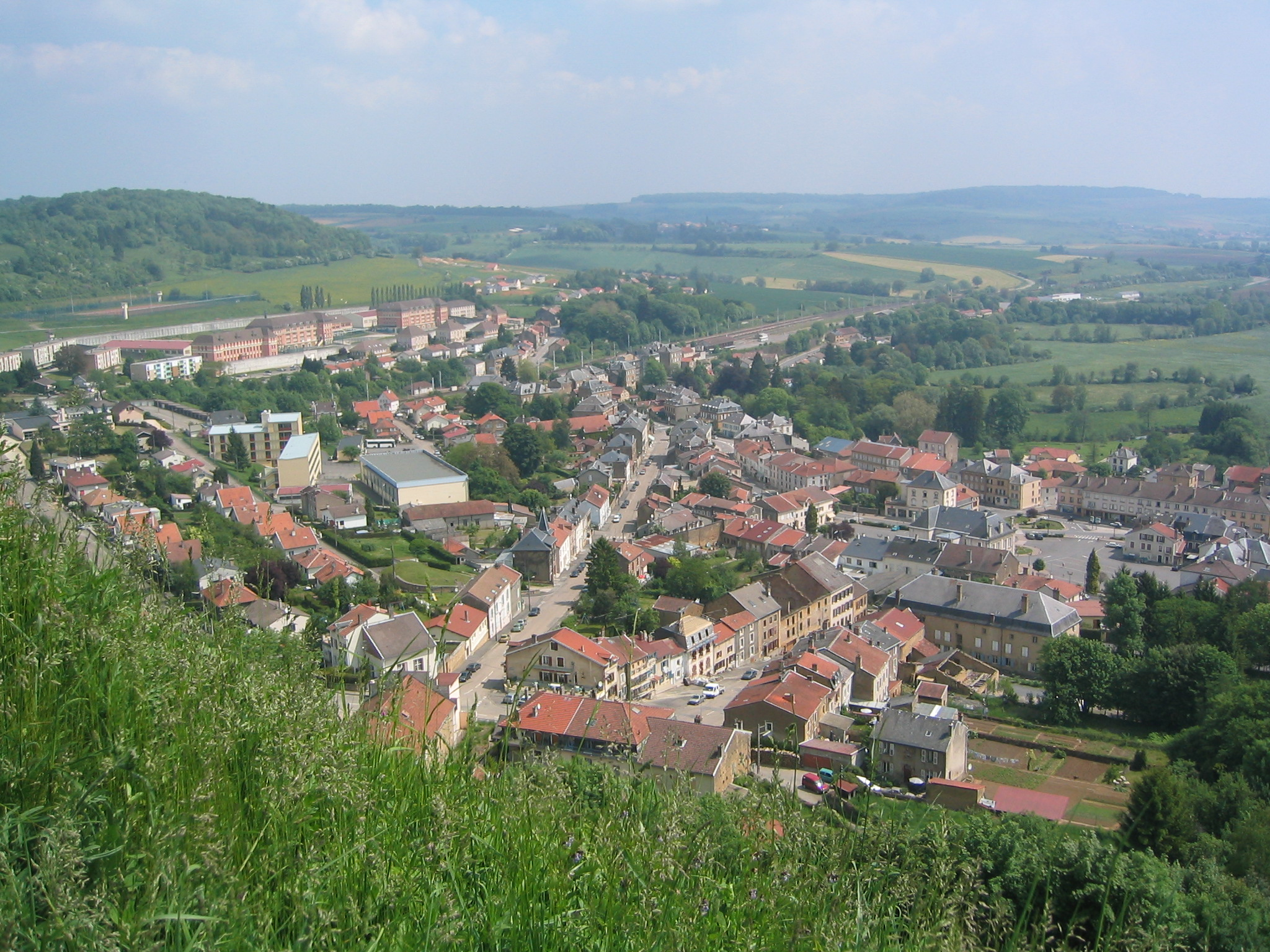
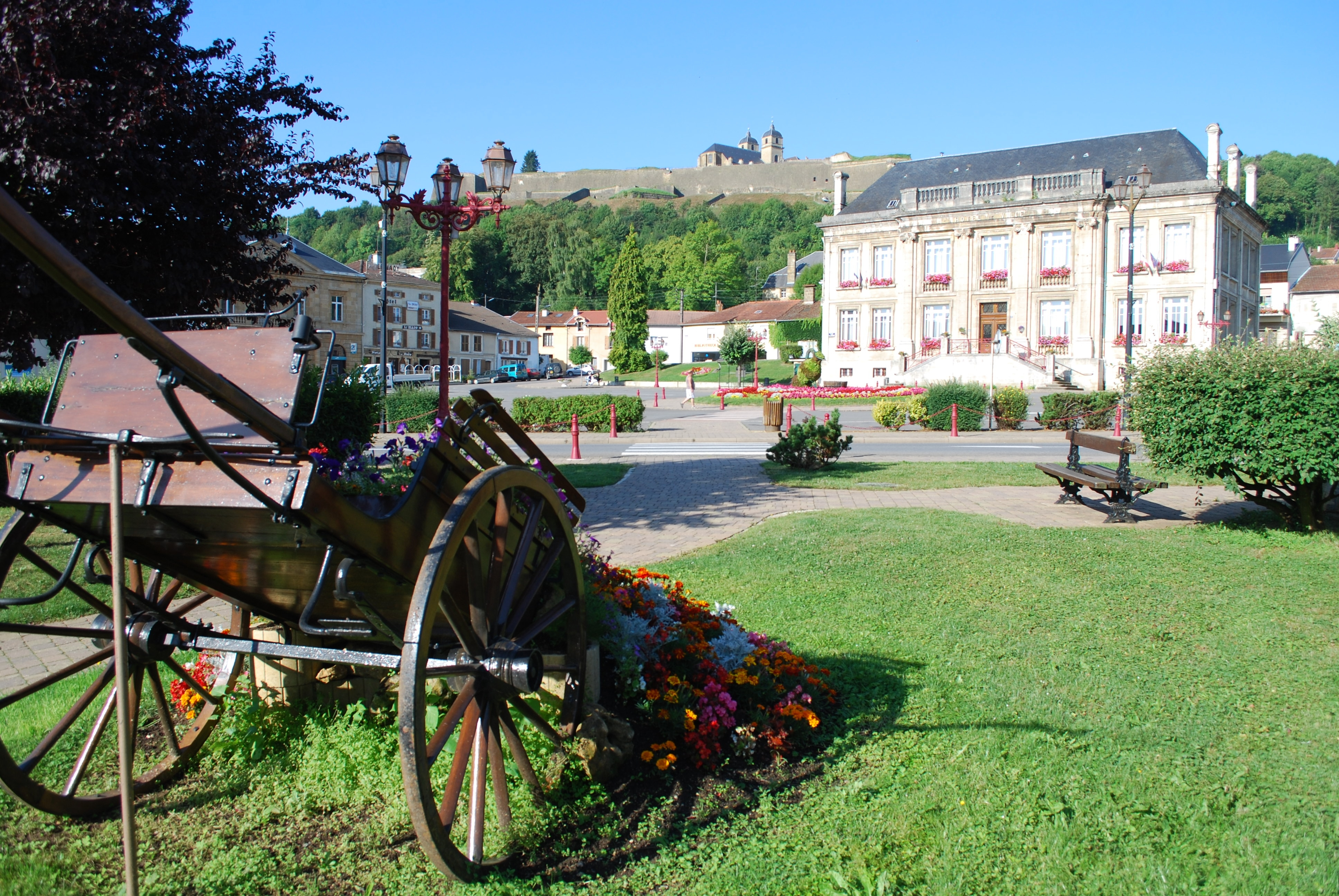